# Barzkowice
Barzkowice (Duits: Barskewitz) is een plaats in het Poolse district  Stargardzki, woiwodschap West-Pommeren. De plaats maakt deel uit van de gemeente Stargard Szczeciński en telt 585 inwoners.

## Verkeer en vervoer
- Station Barzkowice